# Carmelo Mollica
Carmelo Mollica (Siracusa, 26 maggio 1920 – Siracusa, 5 dicembre 2005) è stato un baritono italiano.

## Biografia
Siciliano, di modesta famiglia, maggiore di quattro figli, si avvicinò alla lirica ascoltando per caso in un negozio di strumenti musicali le romanze di alcuni celebri cantanti dell'epoca.
Nel 1939, a 19 anni, fu chiamato alle armi nella Regia Marina e proprio durante il periodo di guerra iniziò a prendere lezioni di canto. Studiò in diverse città italiane, seguito da diversi maestri; a Napoli il suo primo maestro di canto fu Mario Bellini, a Milano seguì alcune lezioni del maestro Giacobetti, a Genova con il maestro M. Devoto. Nel 1943 quest'ultimo lo preparò per un concorso di canto riservato alle Forze armate bandito dal Ministero. Benché classificatosi, Mollica non poté partecipare alle finali di Bologna in quanto dovette partire con la torpediniera Impetuoso per la sua ultima missione di guerra in cui venne fatto prigioniero e confinato alle isole Baleari. Durante questo periodo si esibì in un concerto nella chiesa madre di Andratx.
Nel dopoguerra, entrò a 26 anni circa come allievo baritono nella scuola di canto(2) del Teatro Massimo Vincenzo Bellini di Catania dopo aver vinto un concorso regionale e nello stesso teatro debuttò come baritono nel 1949 nel ruolo di Cirillo in Fedora di Umberto Giordano. Grazie alla sua non comune gamma di repertorio (che andava dal fa basso al la acuto), alla nitidezza della impostazione vocale nei vari registri ed il volume sempre omogeneo, pastoso ottimamente metallico, nonché ad una padronanza di scena che, oltre ad un grande cantante, ne faceva un ottimo attore. Nel corso della sua carriera oltre che come baritono cantò anche come basso e basso baritono, con un repertorio molto ampio che lo impegnò in numerosi personaggi dalla prima parte alle più piccole dello spartito il che gli consentì di ricoprire ruoli in opere brillanti, drammatiche e buffe.
Come baritono, i suoi ruoli principali furono: Marcello nella Bohème, Alfio in Cavalleria rusticana, Sharpless in Madama Butterfly, Willy Foster in Allamistakeo di G. Viozzi, Gérard in Andrea Chénier, il Conte di Luna nel Trovatore, Cola in Malia di F. Paolo Frontini, Belcore nell'Elisir d'amore, il torero Escamillo in Carmen, Lord Enrico in Lucia di Lammermoor, Schaunard nella Bohème.Giorgio Germont ne "La Traviata".
Come basso, interpretò fra gli altri: Don Pasquale in Don Pasquale, Fernando nel Trovatore, il Dottor Dulcamara nell'Elisir d'amore, Cesare Angelotti e il sagrestano in Tosca, Norton ne La cambiale di matrimonio e Don Bartolo nel Barbiere di Siviglia, Fiorello, il Conte Monterone in Rigoletto.
Nel corso della sua lunga carriera cantò sotto la direzione di maestri di chiara fama, tra cui F. Capuana, F. Molinari Prandelli, F.Patanè, V.Gui, E.Kurtz, G.Gavazzeni, O.Ziino, G. Mulè e sotto la regia di: F. Zeffirelli, M.Bolognini, A. Mirabella Vassallo, G.Becher, M.Sabljic, E.Frigerio, A.Colonnello, dividendo lo scenario lirico con artisti quali Maria Callas, Maria Caniglia, Fiorenza Cossotto, Giulietta Simionato, Giuseppe Di Stefano, Gino Bechi, Carlo Tagliabue, Giuseppe Taddei, Renata Tebaldi, Franco Corelli, Ferruccio Tagliavini, Mario Del Monaco, Ruggero Raimondi, Luciano Pavarotti e Katia Ricciarelli.
Nel 1954 partecipò al XIII Ciclo di Rappresentazioni Classiche presso il Teatro Greco di Siracusa a cura dell'INDA (Istituto Nazionale Dramma Antico), con il Prometeo incatenato di Eschilo e l'Antigone di Sofocle sotto la regia di Guido Salvini, interpretando le vesti di un anziano tebano accanto a un cast di attori di alto livello fra i quali Vittorio Gassman.
Fece parte del cast della prima mondiale, de Il Gattopardo tratto dall'omonimo romanzo di Giuseppe Tomasi di Lampedusa, nella versione in opera lirica, musicato da Angelo Musco jr vestendo i panni di Don Onofrio Rotolo. La prima assoluta si tenne al Teatro Massimo di Palermo il 19 dicembre del 1967, ed ebbe come direttore di orchestra stesso autore, M° Angelo Musco, la regia Luigi Squarzina, le scene ed i costumi Pier Luigi Pizzi, mentre l'orchestra ed il coro furono quelli stabili del Teatro stabile di Palermo.
Alla carriera di cantante lirico affiancò anche quella di Direttore Artistico su designazione dell’Azienda Autonoma Turismo di Siracusa, organizzò nel suggestivo Anfiteatro Romano e al Teatro Greco di Siracusa i seguenti eventi musicali : nel 1974 il 3º Festival Internazionale della Musica e del Balletto, nel 1975 la Stagione lirica nella quale andarono in scena La Bohème, Rigoletto e Barbiere di Siviglia (dove fu anche interprete), nel 1976 la Stagione lirica nella quale andarono in scena La forza del destino, Carmen, Elisir d’amore e Il Sangue e la Rosa (prima esecuzione assoluta) e nel 1977 per la Stagione lirica nella quale andarono in scena la Aida, Tosca, Lucia di Lammermoor, Il Sangue e la Rosa.
Nel 1989 fondò "L'Associazione Siracusana Amici della Lirica" che aveva tra i vari obbiettivi, quello di avvicinare i giovani alla musica lirica e di organizzare eventi per gli appassionati.
Conclude la sua carriera nel 1992, dedicandosi all'insegnamento del canto
In suo onore nel 2008 è stata fondata l'Accademia di canto "Carmelo Mollica" di Siracusa.
Durante la sua vita ebbe onorificenze e riconoscimenti alla carriera per citarne qualcuno:
- Decorato di "Croce al Valor Militare, sul campo " durante il conflitto 1940-45;
- Fregiato dell'Emblema dell'Istituto Nazionale del "Nastro Azzurro" fra i combattenti decorati al Valor Militare;
- Onorificenza di "Cavaliere dell'Ordine Al Merito della Repubblica italiana" conferita dal Presidente Repubblica F. Cossiga nel 1986 ;
- Onorificenza di "Ufficiale dell'Ordine Al Merito della Repubblica italiana" conferita dal Presidente Repubblica L. Scalfaro nel 1996;
- Trofeo "Etna d'Oro" 1977 Premio Internazionale per la Cultura, Arte e Sport con la seguente motivazione: "Per il Teatro Lirico (Direzione Artistica della Stagione
Lirica "Aretusea";
- "Targa Speciale Anno 2000" alla carriera conferita dal Teatro Bellini di Catania attraverso la "S.C.A.M."